# Červený fosfor
Červený fosfor je alotrop fosforu, amorfní polymerní pevná látka stálá na vzduchu; ozářením nebo zahřátím jej lze přeměnit na bílý fosfor. Využití má v zápalkách a zpomalovačích hoření.

## Struktura

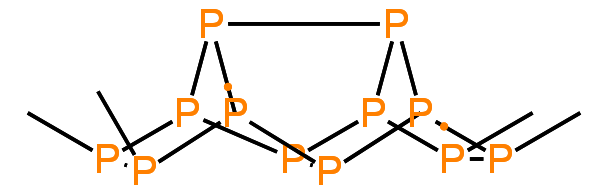
Strukturní jednotka červeného fosforu

Běžný červený fosfor je amorfní, k jeho krystalickým podobám patří fialový fosfor a vláknitý červený fosfor. Struktura červeného fosforu obsahuje tyto jednotky:

## Příprava
Červený fosfor lze získat zahříváním bílého fosforu v inertním plynu, jako je dusík nebo oxid uhličitý, za přítomnosti jodu jako katalyzátoru.
Další možnost představuje ozáření bílého fosforu.

## Vlastnosti
Za standardních podmínek je červený fosfor stálejší než bílý, ale termodynamicky méně stálý než černý fosfor. Standardní slučovací entalpie červeného fosforu činí −17,6 kJ/mol. Kineticky je nejvíce stálý červený fosfor.
Červený fosfor se chová jako polovodič.
Kinetická stabilita brání samovznícení červeného fosforu. Za přítomnosti zásad se nedisproporcionuje a oproti bílému fosforu je méně reaktivní vůči halogenům, síře, a kovům.

## Použití
Červený fosfor je možné využít v pryskyřicích jako zpomalovač hoření, kde vytváří polyfosforečné kyseliny (atomy vodíku v těchto kyselinách pochází z pryskyřic) a popel, které brání šíření ohně.
Červený fosfor se používá, společně s brusivy, na hlavičkách bezpečnostních zápalek. Chlorečnan draselný obsažený ve škrtátku způsobí při tření vznícení.
Červený fosfor reaguje s bromem na bromid fosforitý a s jodem na jodid fosforitý; obě tyto látky se používají jako halogenační činidla, například při nahrazování hydroxylových skupin u alkoholů, z jodidu fosforitého lze také hydrolýzou vytvořit kyselinu jodovodíkovou; tato reakce se využívá při výrobě metamfetaminu a desomorfinu, kde jodovodík slouží jako redukční činidlo.
Červený fosfor se používá také na přípravu sloučenin obsahujících vazby P-P; například reakcí s chloritanem sodným za pokojové teploty vzniká difosforečnan disodný. Dalším možným využitím je fotokatalýza tvorby vodíku z vody.
Také byl zkoumán jako možný materiál pro anody sodík-iontových akumulátorů.

## Fialový fosfor
Fialový fosfor, též označovaný jako Hittorfův fosfor, je jednou z krystalových forem červeného fosforu.
Jeho struktura je:

Struktura fialového fosforu

Fialový fosfor lze připravit sublimací červeného fosforu ve vakuu za přítomnosti jodu jako katalyzátoru.
Fialový fosfor se chemicky podobá červenému, ale na vzduchu se zapaluje při nárazu a nezapaluje při styku s bromem.[zdroj?]

## Vláknitý červený fosfor
Další krystalovou formou červeného fosforu je vláknitý červený fosfor. Vzniká společně s fialovým fosforem při sublimaci červeného fosforu ve vakuu za přítomnosti jodu. Struktura je podobná jako u fialového fosforu, ale řetězce fosforu jsou rovnoběžné, zatímco u fialového fosforu jsou na sebe kolmé.

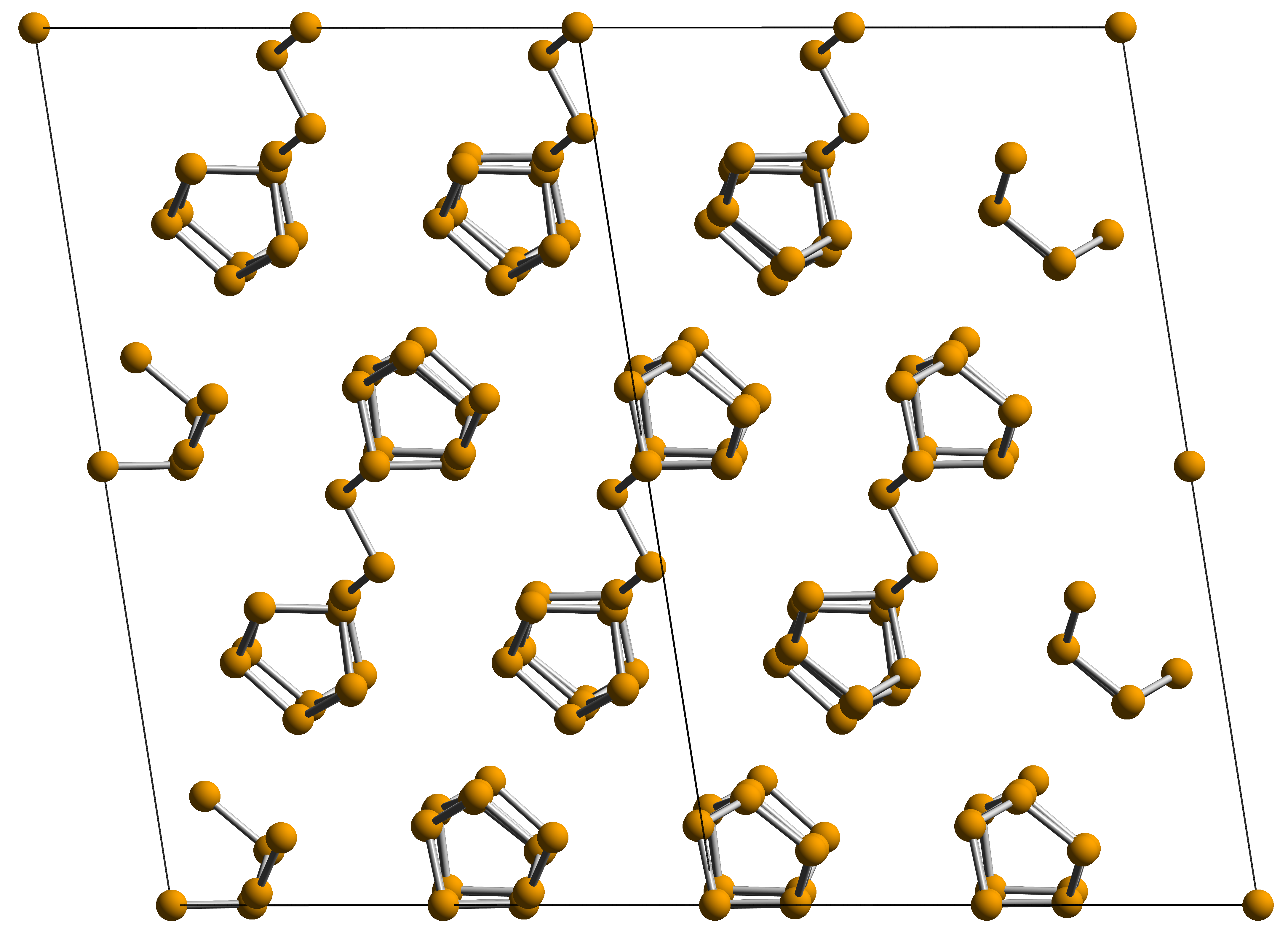
Struktura vláknitého červeného fosforu

Vláknitý červený fosfor podobně jako „běžný“ červený fosfor vykazuje fotokatalytické vlastnosti.